# Rudolph Tesing
Rudolph Tesing (nacido el 4 de febrero de 1881, murió el 29 de abril de 1926) fue un luchador estadounidense que compitió en los Juegos Olímpicos de San Luis 1904.
Tesing ganó una medalla de plata olímpico en lucha libre en los Juegos Olímpicos de 1904 en Saint Louis. Terminó segundo en la categoría de peso pesado tercero, ligero, detrás de su compatriota Otto Roehm. Había diez participantes en la categoría de peso, todos de los EE. UU..